# Dicrostonyx torquatus
Dicrostonyx torquatus là một loài động vật có vú trong họ Cricetidae, bộ Gặm nhấm. Loài này được Pallas mô tả năm 1778.